# Ріо-дей-Мендіканті зі Скуолою Сан-Марко
«Ріо-дей-Мендіканті зі Скуолою Сан-Марко» (італ. Il rio dei Mendicanti con la scuola di San Marco) — картина італійського живописця Бернардо Беллотто (1720–1780), представника венеціанської школи. Створена близьку 1740 року. З 1856 року зберігається у колекції Галереї Академії у Венеції.

## Опис
Бернардо Беллотто, племінник й учень Каналетто (1697–1768), настільки пройнявся настановами дядька, що стало важко відрізнити ранні роботи Беллотто від його наставника. Саме тому авторство цього полотна, яке, ймовірно, було створено у роки навчання, раніше приписували Каналетто. На картині вже проявляються типові риси творчості Беллотто, які будуть ним розвиватися у подальшому: здатність вловлювати відтінки світла, великий натуралізм і точне зображення персонажів, любов до архітектури, чистота форм і застосування холодних відтінків, що надають ясності композиції.
На відміну від Каналетто, котрий також зобразив канал Ріо-дей-Мендіканті (тобто — «Канал жебраків»), художник обрав більш респектабельний мотив. Скуола-Гранде-ді-Сан-Марко (Велика скуола св. Марка) була одним із найбільших релігійних братств у Венеції і розташовувалась на площі (кампо), названій на честь собору святих Іоанна і Павла, що на ній знаходиться. На полотні художник зобразив лише кут церкви, бо його передусім цікавив фасад у ренесансному стилі будівлі скуоли (збудованій за проектом П'єтро Ломбардо у 1487–1490 роках), в якій згодом розміщувались лікарня, притулок, навчальні приміщення і зали для зібрань. Праворуч на передньому плані — палаццетто Дандоло. 